# Леверидж, Ричард

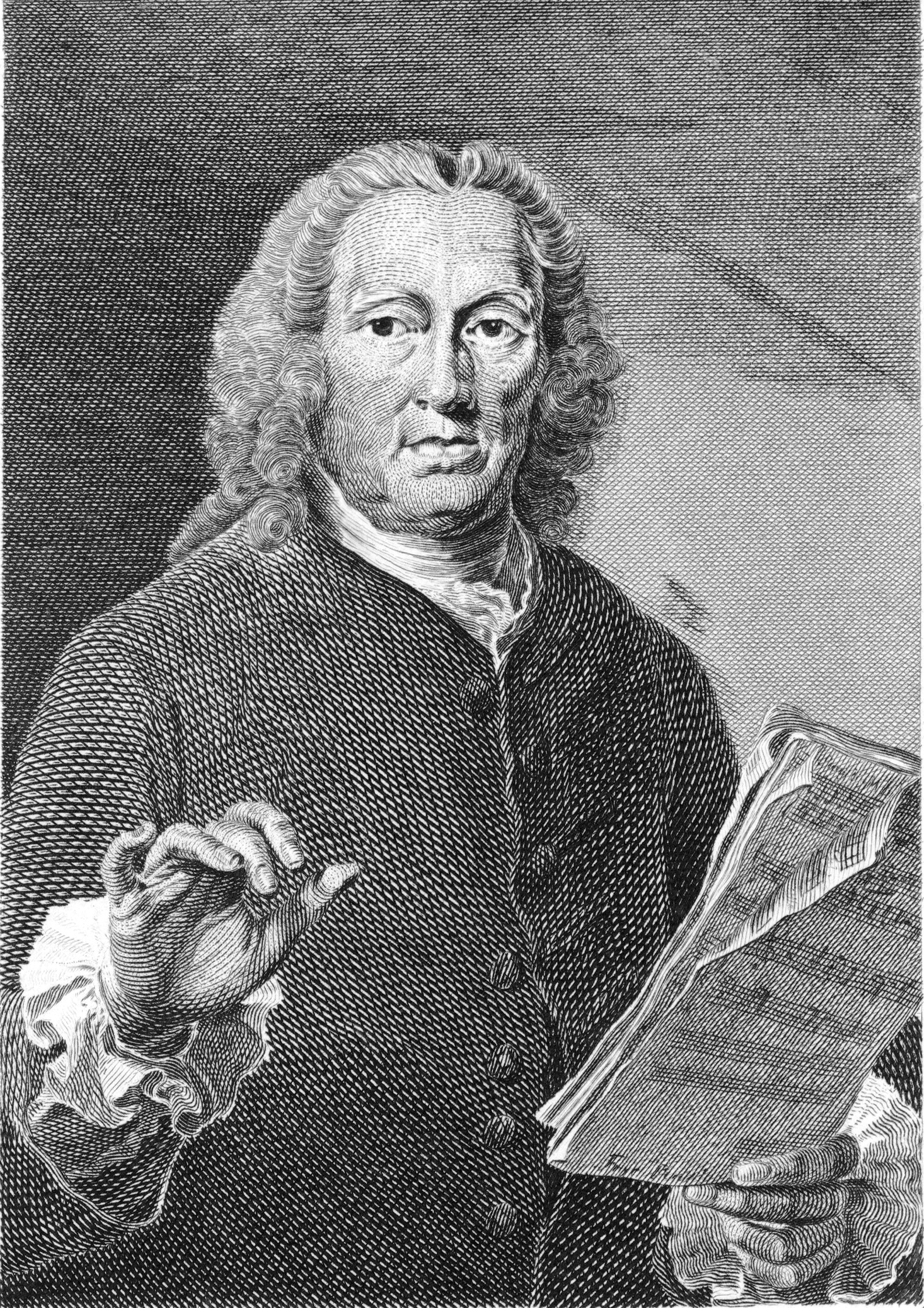
Портрет Левериджа

Ри́чард Ле́веридж (англ. Richard Leveridge, 19 июля 1670 — 22 марта 1758) — английский певец (бас) и композитор.
С 1695 г. пел в труппе под руководством Генри Пёрселла; в дальнейшем также тесно сотрудничал с Георгом Фридрихом Генделем. В 1697 г. выпустил первый сборник песен. Автор части некогда популярного музыкального оформления к «Макбету». Также является автором музыки к некоторым стихотворениям Шекспира и шуточной опере по мотивам «Сна в летнюю ночь», озаглавленной «Комическая маска о Пираме и Тисбе» (англ. The Comick Masque of Pyramus and Thisbe). Опера была показана в «Линкольнз-Инн-Филдз» в 1716 г.